# Gymnophora colona
Gymnophora colona är en tvåvingeart som beskrevs av Charles Thomas Brues 1911. Gymnophora colona ingår i släktet Gymnophora och familjen puckelflugor.
Artens utbredningsområde är Paraguay. Inga underarter finns listade i Catalogue of Life.